# 2-메틸뷰티릴-CoA
2-메틸뷰티릴-CoA(영어: 2-methylbutyryl-CoA) 또는 2-메틸뷰티릴 조효소 A(영어: 2-methylbutyryl coenzyme A)는 아이소류신의 대사 과정에서의 대사 중간생성물이다.

## 같이 보기
- 2,3-다이하이드록시-3-메틸펜탄산
- 2-메틸뷰티릴-CoA 탈수소효소 결핍증